# コルピと古の黒き賢者
コルピと古の黒き賢者(Tervaskanto)は、フィンランドのフォーク・メタルバンド、コルピクラーニのアルバム。HOWLING BULL RECORDSより日本で先行発売された。
過去のアルバムと同じく、邦題は一般公募によるものである。
なお、初回限定版には新旧のPV（前身のバンドShaman時代を含む）、ライブ映像が収録されたDVDが封入されている。

## 収録曲

### CD
1. 朝から飲もうぜ - Let's Drink
2. コルピと古の黒き賢者 - Tervaskanto (Resinous Stump)
3. 北風に抱かれて - Viima (Icy Wind)
4. 血塗られた赤ん坊伝説 - Veriset Äpärät (Bloody Bastard Children)
5. 森と大地と狼さん - Running With Wolves
6. 村が火事! - Liekkiön Isku (The Revenge of Liekkio)
7. ハートに火をつけろ - Palovana (Inner Fire)
8. 熊唱 - Karhunkaatolaulu (Bear Hunt Song)
9. 霧雨の村 - Misty Fields
10. 神々のコルピ劇場 - Vesilahden Veräjillä (At The Gates of Vesilahti)
11. 北の大地のお祭漢 - Nordic feast

### 特典DVD
1. コルピの舟歌 - Kanohta Lavlla (Canoe song)
2. あなたの知らないコルピ - Odda mailbmi (The new world)
3. 酒場で格闘ドンジャラホイ - Wooden Pints
4. 「狩り」こそ漢の宿命 - Hunting Song
5. 哀しみのコルピクラーニ - Kädet Siipinä
6. 吐くまで飲もうぜ - Beer, Beer
7. 痛快!飲んだくれオヤジ - Happy Little Boozer
8. コルピと古の黒き賢者 - Tervaskanto (Resinous Stump)
9. 酒場で格闘ドンジャラホイ - Wooden Pints(Live)

## 参加ミュージシャン
- ヒッタヴァイネン Hittavainen
- ケーン Cane
- ヤルッコ・アールトン Jarkko Aaltonen
- ヨンネ・ヤルヴェラ Jonne Järvelä
- マットソン Matson
- ユーホ Juho